# Синцов, Пётр Матвеевич
Пётр Матвеевич Синцов (1820—1862) — талантливый русский поэт XIX века, переводчик поэзии Гейне, Шиллера, Байрона.

## Биография
Пётр Матвеевич Синцов происходил из старинного орловского купеческого рода широко известного в Вятской губернии
.
Родился в городе уездном городе Орлове Вятской губернии. Жизненный путь его короток, биографических сведений о нём сохранилось крайне мало. Известно лишь, что в молодые годы он много путешествовал «по торговым — купеческим делам» — жил в Архангельске, Москве, побывал на Кавказе.
Первые стихи орловского поэта, опубликованные в газете «Вятские губернские ведомости» (1855) были напечатаны под псевдонимом. В этой газете Пётр Синцов опубликовал около десятка своих стихотворений: это были не только переводы из поэзии Гейне, Шиллера, Байрона, но и его авторские поэтические творения. Первый сборник его стихотворений (в двух частях), был опубликован в Москве, один из экземпляров этого издания имеется в Санкт-Петербургской библиотеке им. М. Е. Салтыкова-Щедрина.
Второй его поэтический сборник под названием «Сумерки», увидел свет в 1858 году, в нём он во многих стихотворениях вспоминает и воспевает родную природу Вятского края. Многие стихотворения были посвящены событиям Отечественной войны 1812 г. и Крымской войне 1853—1856 годов. По разнообразию тем, которых он касается в стихотворениях, видно, что автор — человек весьма образованный, хорошо знающий не только современную жизнь, но и российскую историю, культуру, — знакомый с текстом известного памятника литературы Древней Руси «Словом о полку Игореве». Цензором второго сборника был известный писатель и литературный критик И. А. Гончаров. Последняя публикация Синцова в «Вятских ведомостях» была осуществлена в 1859 году.